# Peter Geach
 (12 janvier 2023).
Peter Thomas Geach (né le 29 mars 1916 à Chelsea en Londres, mort le 21 décembre 2013) est un philosophe et logicien britannique.

## Biographie
Geach est le fils de George Hender Geach, professeur de philosophie à Lahore et à Cambridge, et d'Eleonora Frederyka Adolfina Sgonina, fille d'un émigrant polonais qui deviendra poétesse. Ses parents se séparent rapidement, son père restant en Inde et sa mère rentrant en Angleterre avec lui. Il vivra jusqu'à quatre ans auprès de ses grands-parents polonais puis sera élevé par une tutrice désignée par son père après un recours en justice, perdant tout contact avec sa mère et ses grands-parents.  
À ses huit ans, son père en reprend la charge en revenant d'Inde et l'initie tôt à la philosophie. Il s'intéresse à l'œuvre de certains auteurs qu'il citera souvent par la suite, comme le logicien John Neville Keynes ou le philosophe John McTaggart. Il étudie la philosophie au Balliol College d'Oxford. Protestant, il se convertit à la religion catholique en 1938. En 1941, il épouse la philosophe Elizabeth Anscombe, grâce à laquelle[à vérifier] il entre en contact avec Ludwig Wittgenstein qui se liera d'amitié avec le couple. Bien qu'il n'ait jamais suivi l'enseignement académique de ce dernier, il en éprouve fortement l'influence. De 1951 à 1966, Geach enseigne la logique à Birmingham puis, de 1966 à 1981, à Leeds. À partir de 1963, il est plusieurs fois professeur invité en Pologne et publie de nombreux articles en polonais.

## Œuvre

### Logique
Bien que Geach soit considéré, avec Anthony Kenny et Michael Dummett, comme l'un des philosophes britanniques les plus importants de sa génération, il n'existe pas de « philosophie de Geach » au sens où il existe une philosophie de Quine ou de Donald Davidson. La réception de ses œuvres se concentre sur certaines thèses qui sont discutées en philosophie analytique. Parmi celles-ci, on trouve notamment ses réflexions sur la structure logique des noms, sur le concept d'identité relative, ou sur la référence des énoncés quantifiés.
Les premières publications de Geach abordaient toutes les questions de la logique. Cependant, ses travaux tendent à se concentrer sur des questions d'analyse logique des langues naturelles plutôt que sur des questions de logique théorique - et ce bien qu'il ait fourni quelques contributions en logique des relations et en théorie des ensembles.
Le point de référence constant de ses réflexions est constitué par les travaux de Gottlob Frege et de Wittgenstein. À la différence des représentants de l'école américaine de Rudolf Carnap d'une part et des défenseurs de la philosophie du langage ordinaire d'autre part, Geach ne voit pas de séparation, dans l'œuvre de Wittgenstein, entre une première période marquée par le Tractatus logico-philosophicus et une seconde période définie par les Recherches Philosophiques. C'est pour cette raison qu'il ne s'intéresse pas, comme le fait l'école de Carnap, à l'élaboration d'un langage logiquement idéal, et que pourtant, à la différence des philosophes du langage ordinaire, il ne renonce pas entièrement à la formalisation logique. Sur ce dernier point, la philosophie de Geach est en contact étroit avec celle de Dummett.
Au sein de la philosophie analytique, Geach fut l'un des premiers à s'intéresser de façon systématique aux auteurs scolastiques. Il s'est notamment penché sur l'œuvre de Thomas d'Aquin, qu'il affranchit de son interprétation néo-scolastique pour en tirer des arguments-clés des discussions en philosophie contemporaine. L'interprétation de Thomas développée par Geach et Kenny a reçu le nom de « thomisme analytique ».
Par ailleurs, Geach s'est intéressé à des questions de philosophie de la psychologie; son ouvrage de 1957 intitulé Mental Acts est considéré comme l'un des classiques modernes de la philosophie.

### Philosophie de la religion
Parallèlement à ses travaux en logique et en philosophie analytique, Geach a développé une importante réflexion en philosophie de la religion, dans laquelle il défend un catholicisme rigoureux qu'il associe résolument au rationalisme : le christianisme est la Vérité, et c'est pourquoi tous les articles de la foi doivent avoir un fondement rationnel.
À partir de 1969 et de la publication de God and the Soul, Geach a exposé dans de nombreux cours les points centraux de la philosophie catholique de la religion, et il a cherché à montrer comment les concepts de la philosophie essentialiste thomiste (comme celui d'essence, d'âme, d'immortalité) ainsi que les concepts propres à la philosophie morale (tels que ceux de péché ou de vertu) pouvaient être intégrés aux réflexions de la philosophie contemporaine.

#### Publications
- (avec Max Black): Translations from the Philosophical Writings of Gottlob Frege. Oxford: Basil Blackwell, 1952.
- (avec G. E. M. Anscombe): Descartes. Philosophical Writings. London: Nelson, 1954.
- Mental Acts, Their Content and Their Objects. London, New York: Routledge & Kegan, 1957.
- (avec G. E. M. Anscombe): Three philosophers. Aristotle - Aquinas - Frege. Ithaca: Cornell UP, 1961.
- Reference and generality. An Examination of Some Medieval and Modern Theories. Ithaca: Cornell UP, 1962, 3. revid. Aufl. 1980.
- God and the soul. London, New York: Routledge & Kegan; Schocken, 1969.
- Logic Matters. Oxford: Blackwell, 1972. (Recueil d'articles)
- Reason and argument. Oxford: Blackwell, 1976.
- Providence and evil. The Stanton Lectures, 1971-2. London: Cambridge UP, 1977.
- The Virtues. The Stanton Lectures 1973-4. London: Cambridge UP, 1977.
- Truth, Love and Immortality. An Introduction to McTaggart's Philosophy. Berkeley: Univ. of California Press, 1979.
- (éd.): Wittgenstein's Lectures on Philosophical Psychology, 1946-47. Notes by P.T. Geach, K.J. Shah, A.C. Jackson. Chicago: Univ. of Chicago Press, 1988.
- Truth and Hope. The Fürst Franz Josef und Fürstin Gina lectures delivered at the International Academy of Philosophy in the principality of Liechtenstein, 1998. University of Notre Dame Press, 2001.  (ISBN 0-268-04215-2)

#### Traductions en français
- (avec Arthur Prior et A. J. P. Kenny): Objets de pensée, Vrin, coll. Mathesis, 2001.
- (avec G. E. M. Anscombe): Trois philosophes: Aristote, Thomas, Frege, Éditions d'Ithaque, 2014.

#### Littérature secondaire
- (en) Harry A. Lewis (éd.), Peter Geach: Philosophical Encounters, Dordrecht, Boston, London, Springer, coll. « Synthese Library », 1991 (ISBN 9048140722, lire en ligne ), chap. 213 - accès en ligne gratuit par la bibliothèque Wikipedia.
- Luke Gormally (éd.): Moral Truth and Moral Tradition. Essays in Honour of Peter Geach and Elizabeth Anscombe. Dublin: Four Courts Press, 1994.